# The Devil Pays Off
The Devil Pays Off (Oiro Traiçoeiro (título em Portugal) ) é um filme norte-americano de 1941, do gênero drama, dirigido por John H. Auer e estrelado por J. Edward Bromberg e Osa Massen.

## Produção
William Wright foi emprestado pela Paramount à Republic para este filme,que é uma produção acima da média do estúdio. Wright tornou-se conhecido por interpretar o detetive Philo Vance em Philo Vance Returns (1947), porém faleceu dois anos depois, vítima de câncer, com apenas trinta e oito anos de idade. Ele fez vários outros filmes na Republic.
The Devil Pays Off, quase um film noir com momentos de comicidade, foi lembrado pela Academia, que lhe destinou uma indicação ao Oscar.

## Sinopse
Christopher Waring, ex-tenente expulso da Marinha dos Estados Unidos pelos seus problemas com alcoolismo, busca redenção ao investigar para o Governo um magnata que parece estar vendendo navios para potências estrangeiras.

## Principais premiações
| Prêmio | Categoria             | Situação |
| ------ | --------------------- | -------- |
| Oscar  | Melhor Mixagem de Som | Indicado |

## Elenco
| Ator/Atriz         | Personagem               |
| ------------------ | ------------------------ |
| J. Edward Bromberg | Arnold DeBrock           |
| Osa Massen         | Valeria DeBrock          |
| William Wright     | Christopher Waring       |
| Margaret Tallichet | Joan Millard             |
| Abner Biberman     | Carlos Castillo-Martinez |
| Martin Kosleck     | Grebb                    |
| Charles D. Brown   | Capitão Jonathan Hunt    |
| Ivan Miller        | Capitão Brigham          |

## Bigliografia
- MALTIN, Leonard, Classic Movie Guide, segunda edição, Nova Iorque: Plume, 2010 (em inglês)
- MARTIN, Len D., The Republic Pictures Checklist, primeira reimpressão, Jefferson: McFarland & Company, 2006 (em inglês)